# Rampage: Capital Punishment
Rampage: Capital Punishment (originalmente chamado Rampage: You End Now) é um filme de assassinato em massa de 2014 e a continuação do filme de 2009 Rampage, dirigido por Uwe Boll.

## Enredo
Um ano se passou desde que Bill Willamson realizou seu massacre na cidade fictícia de Tenderville no filme anterior. Com o dinheiro que roubou, ele se mantém escondido em uma casa em um local não especificado, onde prepara sua próxima ação. Enquanto isso, seus vídeos sobre controle populacional para fins de preservação da Terra fazem sucesso na internet e dão a ele vários seguidores de grupos fundamentalistas. Antes de partir, ele raspa sua cabeça e queima o interior da casa.
De um beco em Tenderville, ele mata alguns transeuntes aleatoriamente. É mostrado no decorrer do filme que, neste mesmo beco, ele havia incitado dois mendigos a roubarem um banco e que, antes de começar a matança, ele havia visto que um dos mendigos havia morrido, e que ele havia acusado o sobrevivente de não ter feito nada com relação a isso. Depois, tenta entrar no bingo em que passeou durante sua matança anterior, mas o local está fechado.
Bill então se dirige para uma emissora de televisão de Washington, D.C., onde estaciona e explode o próprio carro. Dentro do prédio, ele instala câmeras e explosivos, mata várias pessoas e guia um pequeno grupo (que inclui o âncora Chip Parker) para um porão, ontem os mantém reféns. Enquanto isso, um produtor que foi deixado em sua sala chama a polícia. No porão, Bill entrega um CD a Chip e lhe dá uma hora para que ele coloque o conteúdo no ar em rede nacional, e volte com uma equipe para transmitir uma entrevista ao vivo com ele. Chip deixa a sala e descobre que o prédio já está tomado por policiais e agentes da SWAT, liderados por Marc, um policial que sobreviveu ao ataque de Bill à delegacia de Tenderville no filme anterior. A caminho do estúdio, Chip acidentalmente quebra o disco e, receosamente, volta ao porão para comunicar o ocorrido. Bill fica nervoso, mas entrega outra cópia. Enquanto o âncora providencia a transmissão, Bill aterroriza os reféns, chegando a matar dois deles. Ele também descobre que uma delas é irmã de uma garçonete que ele havia matado no massacre de Tenderville.
Quando o prazo está quase acabando, Chip consegue finalmente levar o conteúdo ao ar; Bill assiste pelo celular. O Cd contém um vídeo em que Bill discursa sobre o sistema, acusando o governo estadunidense de manipular seu povo para seu benefício próprio e dizendo que ele e sua matança são resultados da política de controle de armas dos Estados Unidos. O vídeo termina com um pedido de Bill para que os estadunidenses peguem em armas e matem os ricos. Enquanto isso, os policiais conseguem contatar o pai de Bill, na esperança de que ele consiga fazer o filho se entregar.
Chip volta ao porão com um cinegrafista, um microfonista e um policial disfarçado de auxiliar técnico. Chip entrega um celular a Bill, com o pai dele na linha. O pai tenta convencer o filho a desistir de seus crimes e revela que sua mãe morreu num acidente de carro após tomar medicamentos contra a depressão que recaiu sobre ela após o sumiço de Bill. Quando o policial disfarçado esboça uma ação, Bill o mata e desliga o telefone. Com seu próprio celular, ele observa equipes da SWAT se aproximando pelas câmeras que instalou anteriormente e detona os explosivos que plantou com elas, matando todos os agentes.
Chip pede que eles comecem a entrevista, na qual Bill aprofunda os pensamentos que expôs no vídeo levado ao ar e fala também sobre matar pessoas inocentes. Quando a entrevista termina, ele libera os reféns e a equipe, exceto Chip, que Bill baleia no braço e com quem  ele afirma pretender morrer no porão. Depois que os reféns deixam o local, Marc e alguns agentes restantes da SWAT invadem o porão e trocam tiros com Bill. Eventualmente, ele abandona seus rifles e foge. Marc e dois agentes o seguem e encontram explosivos a segundos de detonar. A explosão toma o prédio inteiro, causando seu desmoronamento.
Enquanto Bill é mostrado deixando o local já sem sua armadura, vozes de um noticiário dão conta de que a explosão matou centenas de pessoas e danificou os corpos a ponto de não serem mais identificáveis. O noticiário informa também que a polícia acredita que Bill tenha morrido na explosão, mas cenas em flashback mostram que ele escapou pelo sistema de ventilação. Algum tempo depois, Bill está sentado do lado de fora de uma lanchonete. Quando uma garotinha passa com um livro, ele toma a publicação dela e lhe entrega uma pistola, dizendo que livros são bobagens e que ela deveria matar seus pais e a si mesma. A garota se afasta com a pistola na mão enquanto Bill a observa.

## Elenco
- Brendan Fletcher como Bill Williamson
- Lochlyn Munro como Chip Parker
- Mike Dopud como Marc
- Michaela Ross como Marlene
- Bruce Blain como O Mendigo
- John Sampson como John
- Nathan Lehfeldt como agente da SWAT/funcionário
- Uwe Boll como Andy, o produtor (não-creditado)
- Matt Frewer como Sr. Williamson (não-creditado)

## Continuação
Uwe tentou arrecadar fundos para um terceiro filme, intutulado Rampage 3: No Mercy, pelo site de crowdfunding Indiegogo. A meta da campanha era arrecadar US$ 100 mil, com US$ 50 mil sendo o valor mínimo necessário para o filme acontecer. Contudo, a campanha só alcançou US$ 6,375. Uwe recomeçou a campanha no Kickstarter com uma meta de €50,000. Como a campanha também fracassou, ele publicou dois vídeos no YouTube, criticando os próprios fãs, Hollywood, alguns atores e anunciando que o longa-metragem começará a ser filmado em janeiro de January 2016.